# 阿爾斯特統一黨
阿爾斯特统一黨（英語：Ulster Unionist Party，缩写为UUP）是北愛爾蘭的兩大聯合派政黨之一，主張北愛爾蘭繼續留在英國。
阿爾斯特统一黨成立於1905年3月3日，是一個中間偏右的保守主義、自由保守主義、歐洲懷疑主義政黨。該黨與英國保守黨關係密切，主張北愛爾蘭繼續留在英國。該黨在1921年至1972年在北愛執政，並於1905年—1972年的英國下議院中在保守黨團裏。2009年至2012年又短暫與保守黨結盟。近年作為保守親英政黨的地位逐漸被更右傾的民主統一黨取代，更於2010年和2017年兩度失去所有下院議席。
目前阿爾斯特统一黨在北愛爾蘭議會有10個議席，是北愛爾蘭第四大政黨和其中一個參政黨。

## 外部連結
- UUP Website （页面存档备份，存于）